# Ручейник бабочковидный
Ручейник бабочковидный, или семблис бабочковидная, или семблис красивая (лат. Semblis phalaenoides) — вид ручейников из семейства фриганеид. Встречается у водоёмов в Фенноскандии, Польше, Прибалтике, Беларуси и России, встречается в Северной и Восточной Европе, а также в Японии. Самый крупный ручейник фауны России, достигающий 8 см в размахе крыльев. Длина тела 18—24 мм. Имаго напоминает бабочку. Лёт в конце мая—июне. Личинка ручейника ведёт придонный образ жизни, питаясь листьями растений и иногда нападая на других водных животных. Она строит домик. 